# Суттер, Мишель
Мише́ль Сутте́р (фр. Michel Soutter; 2 июня 1932 — 10 сентября 1991) — швейцарский франкоязычный режиссёр кино, театра и телевидения, сценарист, продюсер.

## Биография

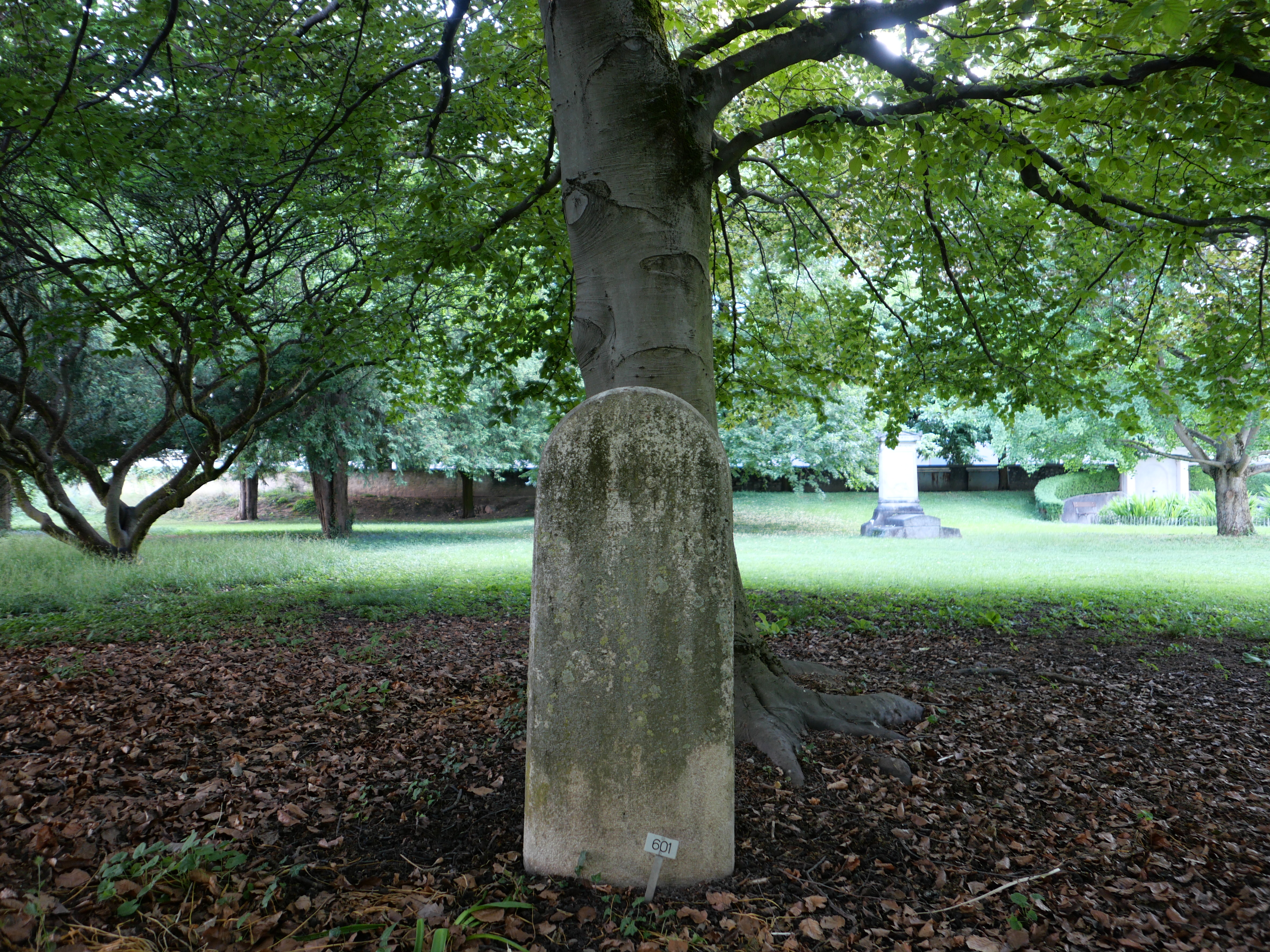
Могила Суттера на кладбище Королей

Мишель Суттер родился в Женеве в 1932 году. До работы на телевидении выступал как автор и исполнитель песен в различных кафе Женевы. В 1961 году (по сведениям Фредди Бюаша — в 1962 году) вместе с Аленом Таннером начал работу на Швейцарском телевидении. В 1963 году он пишет сценарий для фильма Клода Горетта́ «Майское воскресенье» (Un dimanche de mai). В 1961-67 годах активно работает на телевидении и в театре (Суттер ставил пьесы Альфреда Жарри, Макса Фриша и Поля Клоделя).
В 1967 году дебютирует в кинематографе, снимая полнометражный фильм «Зубастая луна» (La lune avec les dents). В 1968 году входит в «Группу 5» (Groupe 5), созданную Аленом Таннером и включающую в себя, кроме Таннера и Суттера, ещё трёх швейцарских режиссёров — Жана-Луи Роя, Клода Горетта́ и Жан-Жака Лагранжа (чуть позже — Ива Ерсина). «Группа 5» формирует основу франкоговорящего нового кинематографа Швейцарии.
После успешного завершения кинопроизводства и проката «Зубастой луны», Мишель Суттер снимает ещё ряд малобюджетных чёрно-белых фильмов на 16-миллиметровую плёнку — «Гашиш» (Haschisch, 1968), «Яблоко» (La pomme, 1969), «Джеймс или нет» (James ou pas, 1970) и «Землемеры» (Les arpenteurs, 1972).
В 1970 году фильм «Джеймс или нет» (James ou pas, 1970) был отобран для Двухнедельника режиссёров на Каннском кинофестивале; в 1972 году фильм «Землемеры» (Les arpenteurs) номинировался на Золотую ветвь Каннского кинофестиваля, в 1982 году фильм «Любовь женщин» (L’amour des femmes) номинировался на Золотого медведя Берлинского кинофестиваля; в 1990 году телевизионный мини-сериал «Кондорсе» (Condorcet, 1989) получил премию 7 d’Or на фестивале 7 d’Or Night; на фестивале в Локарно в 2010 году демонстрировался фильм «Джеймс или нет» (James ou pas, 1970). В 1974 году Мишель Суттер был членом жюри Каннского кинофестиваля.
Начиная с фильма «Эскапада» (Escapade, 1974), Мишель Суттер переходит на цветную 35-миллиметровую плёнку; в этом и следующем фильме «Репетиции» («Поиск натуры», Repérages, 1977) у Суттера снимается Жан-Луи Трентиньян. Кроме Трентиньяна, Суттер работал с Жаном-Люком Бидо, Жаком Дени, Мари Дюбуа, Леа Массари, Дельфин Сейриг, Пьером Клементи, Томом Новембром, Пьером Ардити и другими актёрами и актрисами.
Последними полнометражными фильмами Мишеля Суттера стали «Любовь женщин» (L’amour des femmes, 1982) и «Знак Ренара» («Здесь был Ренар»/«Подписано Ренаром», Signé Renart, 1984). После 1984 года Суттер продолжает работу на телевидении и в театре.
Мишель Суттер умер 10 сентября 1991 года в возрасте 59 лет.
Режиссёр Седрик Флюкигер (Cédric Fluckiger) снял в 2003 году документальный фильм о Мишеле Суттере «Манера снимать кино — Режиссёр Мишель Суттер» (Une maniére de faire, Michel Soutter cinéaste).

## Фильмография
- 1965 «Майк и Артур»/Mick et Arthur (к/м)
- 1965 «Цыплёнок на стене»/Une poule sur un mur (к/м)
- 1967 «Рене Шар»/René Char (к/м, док)
- 1966 «Банковское дело»/Les métiers de la banque (к/м, док)
- 1967 «Живое кино»/Cinéma vif (documentary) (к/м, док)
- 1967 «Зубастая луна»/La lune avec les dents
- 1968 «Гашиш»/Haschisch
- 1968 «Впечатления пяти незамужних женщин»/Impressions de cinq femmes sur le célibat (с/м, док)
- 1969 «Яблоко»/La pomme
- 1970 «Джеймс или нет»/James ou pas
- 1972 «Ненюфары» («Водяные лилии»)/Les nénuphars (с/м, телеспектакль)
- 1972 «Землемеры»/Les arpenteurs (номинация на Золотую пальмовую ветвь)
- 1973 Ce Schubert qui décoiffe (ТВ)
- 1974 «Эскапада»/Escapade
- 1975 «Ветряк»/L’Eolienne (с/м, док, ТВ)
- 1977 «Репетиции» («Поиск натуры»)/Repérages
- 1982 «Любовь женщин»/L’amour des femmes (номинация на Золотого льва)
- 1983 «Первородный грех — Адам и Ева»/Péchés originaux — Adam et Ève (ТВ-мини-сериал)
- 1984 «Знак Ренара» («Здесь был Ренар»/«Подписано Ренаром»)/Signé Renart
- 1989 «Кондорсе»/Condorcet (ТВ-мини-сериал)
- 1991 «Фильм о швейцарском кинематографе»/Le film du cinéma suisse (док)